# Братиславська консерваторія
Братиславська консерваторія (словац. Konzervatórium) — вищий навчальний заклад музичного профілю у Братиславі. Заснований у 1919 році як словацька музична школа (Hudobná škola pre Slovensko), з 1928 — музична і драматична академія (Hudobná a dramatická akadémia), з 1941 має статус консерваторії.
В консерваторії є відділення акордеона, церковної музики, дерев'яних духових, мідних духових, клавішних, струнних, вокальний, композиторсько-диригентський і музично-драматичний. Працює студентських оркестр і хор.

## Відомі випускники консерваторії
Консерваторію закінчили  відомі особистості:
музиканти - Ладіслав Словак, Борис Бого, 
оперні співаки -  Едіта Груберова, Петер Дворський, Бенячкова Габріела.

## Назви
- 1919 — Словацька музична школа (Hudobná škola pre Slovensko)
- 1928 — Музична і драматична академія (Hudobná a dramatická akadémia)
- 1941 — Братиславська консерваторія (Konzervatórium)